# The King and the Chorus Girl
The King and the Chorus Girl is een Amerikaanse filmkomedie uit 1937 onder regie van Mervyn LeRoy. De film werd destijds in Nederland uitgebracht onder de titel De koning en het koormeisje.

## Verhaal
Alfred VII is een afgezette koning, die zijn dagen slijt in Parijs. Hij leeft vooral 's nachts en hij drinkt erg veel. Tijdens een avondje uit leert hij een leuk revuemeisje kennen. Hij ontbiedt haar in zijn appartement. Als zij daar aankomt, blijkt ex-koning Afred zich laveloos te hebben gedronken.

## Rolverdeling
| Acteur                | Personage                    |
| --------------------- | ---------------------------- |
| Fernand Gravey        | Alfred Bruger VII            |
| Joan Blondell         | Dorothy Ellis                |
| Edward Everett Horton | Graaf Humbert Evel Bruger    |
| Alan Mowbray          | Donald Taylor                |
| Mary Nash             | Hertogin Anna van Elberfield |
| Jane Wyman            | Babette Latour               |
| Luis Alberni          | Gaston                       |
| Kenny Baker           | Solist in de Folies Bergère  |
| Al Shaw               | Artiest in de Folies Bergère |
| Sam Lee               | Artiest in de Folies Bergère |
| Lionel Pape           | Professor Kornish            |
| Leonard Mudie         | Lakei                        |
| Adrian Rosley         | Conciërge                    |